# Hubert Bergmann
Hubert Bergmann (* 1961) ist ein deutscher Pianist im Bereich des Free Jazz und der improvisierten Musik.
Bergmann studierte von 1979 bis 1983 Musik am Dr. Hoch’s Konservatorium in Frankfurt am Main, 1982–1984 in der Jazzklasse. Bis 1988 setzte er seine Studien in Piano und Komposition fort; ab 1987 unterrichtete er Klavier an einer Musikschule. Er lebte dann in Österreich und Deutschland, studierte an der Universität für Musik und darstellende Kunst Wien am Institut für Elektroakustik und experimentelle Musik und am Institut für harmonikale Grundlagenforschung, daneben spielte er in verschiedenen Ensembles. 1994–1997 lebte er in Bernau im Schwarzwald, wo er Konzerte gab und das Label Mudoks gründete. Seit 1998 lebt er in Überlingen (Bodensee), unterrichtet und arbeitet in Solo-, Duo-, Ensemble- und Film-Projekten, u. a. mit Mary Halvorson und Lajos Dudas.

## Diskographische Hinweise
- Quietas Miniatures (Mudoks, 1990) solo
- Reminiszenzen (Mudoks, 1999) solo
- Mary Halvorson/Hubert Bergmann: MixTour (Mudoks, 2010)
- Hubert Bergmann/Gilad Atzmon: Zone de Memoire (Mudoks, 2012)
- Bergmann/Dudas/Guantes: Lodge out (Mudoks 2013)